# Slobodan Martinović
Slobodan Šoća Martinović, cyr. Слободан Мартиновић (ur. 25 lipca 1945 w Belgradzie, zm. 10 stycznia 2015 w Smederevie) – serbski szachista i trener szachowy, arcymistrz od 1979 roku.

## Kariera szachowa
W latach 1968 i 1969 dwukrotnie reprezentował Jugosławię na drużynowych mistrzostwach świata studentów, w 1969 r. zdobywając w Dreźnie srebrny medal. W 1981 r. wystąpił w rozegranym w Luksemburgu drużynowym turnieju o Puchar Mitropa (ang. Mitropa Cup), w którym jugosłowiańscy szachiści zajęli I miejsce. Kilkukrotnie startował w finałach indywidualnych mistrzostw Jugosławii, najlepszy wynik (dz. III-IV m.) uzyskując w 1980 r. w Kneževie.
Uczestniczył w wielu turniejach międzynarodowych, sukcesy odnosząc m.in. w Istres (1975, II m.), Lublinie (1976, I m.), Smederevskiej Palance (1977, dz. I m. wspólnie z Dušanem Rajkoviciem oraz 1981, I m.), Rumie (1978, I m.), Trsteniku (1979, dz. II-III m.), Timișoarze (1979, dz. II-III m.), Zrenjaninie (1980, I m.), Bela Crkvie (1983, dz. I m. wspólnie z Slavoljubem Marjanoviciem), Borze (1984, I m.), Lille (1986, I m.), Groningen (1988, I m.), Caorle (1991, dz. I m. wspólnie z Draganem Barlovem), Szombathely (2003, I m.), Vršacu (2006, turniej otwarty memoriału Borislava Kosticia, dz. I m. wspólnie z m.in. Goranem Cabrilo, Dejanem Anticiem i Boško Abramoviciem), Zenicy (2008, II m. za Emirem Dizdareviciem oraz 2010, III m. za Emirem Dizdareviciem i Dragišą Blagojeviciem), Borovie (2010, dz. I m. wspólnie z Nikola Ostojiciem) oraz Požarevacu (2012, mistrzostwa Serbii Centralnej, dz. II m. za Miroslavem Markoviciem, wspólnie z Boško Abramoviciem i Anđeliją Stojanović).
W 1985 r., podczas turnieju OHRA w Amsterdamie, dwukrotnie zremisował z ówczesnym mistrzem świata Anatolijem Karpowem.
Był sekundantem Milunki Lazarević podczas jej startów w turniejach pretendentek, jak również trenerem m.in. Natašy Bojković i Miroslava Markovicia oraz drużyny Jugosławii, która w 1989 r. w Lucernie zdobyła srebrny medal drużynowych mistrzostw świata.
W turniejach szachowych uczestniczył praktycznie aż do śmierci, pod koniec grudnia 2014 r. startował w otwartych mistrzostwach Požarevaca, zdobywając 2½ pkt w 5 partiach.
Najwyższy ranking w karierze osiągnął 1 lipca 1996 r., z wynikiem 2500 punktów dzielił wówczas 12-13. miejsce (wspólnie z Milanem Draško) wśród jugosłowiańskich szachistów.